# San Esteban Cuecuecuautitla
San Esteban Cuecuecuautitla es una localidad del Estado de México, México. Está ubicada en el municipio de Tepetlixpa y se encuentra a 2340 m s. n. m.

## Demografía
San Esteban Cuecuecuautitla tiene una población de 1869 personas, de los cuales 928 son hombres y 941 son mujeres, 803 habitantes son menores de edad y 948 adultos, de los cuales 126 tienen más de 60 años.
Estos viven en 399 viviendas, la mayoría de estas son casas o apartamentos pero 40 consisten de solo una habitación. La mayoría de las viviendas tienen a un sanitario, agua y electricidad y televisión.
El porcentaje de analfabetismo es de 5.8%, además de que 56 jóvenes en edad escolar no asisten a la escuela. Casi el 40% de la población tiene incompleta la escuela y solo 82 terminaron la universidad o instituciones similares. La mediana escolaridad entre la población es de 6 años y el grado de escolaridad es de 5.9.
Solo 76 habitantes tienen derecho a atención médica por el seguro social.
La principal actividad económica es el ganado, comercio y siembra en campos donde la mayoría de los habitantes trabajan
El promedio de hijos por mujer es de 3.1